# パソコン宇宙大作戦
『パソコン宇宙大作戦・アイドルを救え!』（パソコンうちゅうだいさくせん・アイドルをすくえ）は、TBS系列（信越放送と北陸放送を除く）とテレビ山口（当時フジテレビ系列とのクロスネット局）で放送されていたバラエティ番組である。TBSとテレビマンユニオンの共同製作。全8回。TBS系列では1983年10月26日から同年12月21日まで、毎週水曜 19時30分 - 20時00分（日本標準時）に放送。

## 概要
謎の宇宙侵略組織に拉致されたという設定のゲストアイドルを救うため、出場者たちが4つの関門（末期は3つの関門）を制覇していくアトラクション番組。関門となるゲームにパソコンを活用していた。
当初は視聴者参加型番組で、毎回一般からの参加者5人が出場していたが、後に芸能人も1人参加するようになった。そして後継番組『パソコントラベル・君ならどうする』へのリニューアル前には、出場者が全員芸能人になっていた。司令官役（司会）は星ルイスが、コンピュータの声役（ナレーター）は井上真樹夫が務めていた。

## ルール
ゲームは全部で4つ（末期においては3つ）。第1ゲームから第3ゲームまで（末期では第2ゲームまで）は、出場者が解答者席のパソコンに映し出される以下の週替わりゲームに挑戦。どのゲームにおいても、最下位となった出場者はその時点で脱落させられた。
- パソコン福笑い（前期）
- ブリッジランナー（後期）
- スペースタコ抜き - ババ抜きゲーム。
- するめ号テイクオフ[疑問点 – ノート] ゲーム
- アストロンベルト（前期）最終ゲーム
- スターブレイザー（後期）最終ゲーム
- 宇宙ブランコ - 優勝者が海外旅行を賭けて挑戦するチャレンジゲーム。

そして勝ち残った2人の出場者は、スルメ号に乗った後に当時のセガのゲームである『アストロンベルト』（前期）・『スターブレイザー』（後期）で優勝を競った。これは、モニターに映し出された「スルメ号」を1人ずつ交代でコントロールし、敵戦闘機を倒しながら最終的に敵の宇宙母船を破壊するというゴールを目指すというもので、早く宇宙母船を破壊した出場者が優勝となった。
優勝者はさらに、チャレンジゲームである「宇宙ブランコ」に挑戦できた。これは、モニターに映し出されたブランコに乗っている人を、ボタン操作で相手（アイドル側）の人の下に掴ませるというもので、成功すれば海外旅行をプレゼントされた。
出場者はこの他にも、スポンサーのセガ・エンタープライゼスが提供するSG-1000が貰えた。また出場者だけでなく、観客も抽選でSG-1000が貰えた。末期には、スポンサーの不二家と日清食品が提供する商品がもれなく貰えた。

## 放送リスト
| 回 | 放送日 （1984年） | サブタイトル                                 |
| -- | ----------------- | -------------------------------------------- |
| 1  | 10月26日          | 開成中の天才少年勝つか！B作涙の惜敗！        |
| 2  | 11月2日           | きょうは飛ぶ!? 斉藤ゆう子恐怖のタコぬき      |
| 3  | 11月9日           | 紳助最高得点で優勝                           |
| 4  | 11月16日          | 山口良一、タコに当たる！ドキドキ宇宙ブランコ |
| 5  | 11月30日          | さんま苦戦 新登場ゲーム                      |
| 6  | 12月7日           | 木ノ葉のこ善戦！…                            |
| 7  | 12月14日          | 新ゲーム続々登場！                           |
| 8  | 12月21日          | （無し）                                     |

参考：『下野新聞縮刷版』下野新聞社、1984年10月26日 - 同年12月21日付のラジオ・テレビ欄。

## エピソード
放送期間中に『週刊明星』（集英社）に掲載された特集記事によると、「この番組に出ると、パソコン操作をさせられる」ものと勘違いし、アイドルの出演を躊躇う芸能プロダクションが多かったとのことである。
セガが制作協力として参画した経緯としては、1983年秋に家電各社からMSXが発売されるのに対抗するためセガが自社ハードの提携先を求めていたことによる。